# Tracheplexia
Tracheplexia är ett släkte av fjärilar. Tracheplexia ingår i familjen nattflyn.
Kladogram enligt Catalogue of Life:
| Tracheplexia | \| \| Tracheplexia albimaculata \| \| \| \| \| \| Tracheplexia altitudinis \| \| \| \| \| \| Tracheplexia amaranta \| \| \| \| \| \| Tracheplexia conservuloides \| \| \| \| \| \| Tracheplexia galleyi \| \| \| \| \| \| Tracheplexia lucia \| \| \| \| \| \| Tracheplexia occidentalis \| \| \| \| \| \| Tracheplexia richinii \| \| \| \| \| \| Tracheplexia schista \| \| \| \| \| \| Tracheplexia sylvestris \| \| \| \| \| \| Tracheplexia tenuiata \| \| \| \| \| \| Tracheplexia viridisparsa \| \| \| \| |
|              | \| \| Tracheplexia albimaculata \| \| \| \| \| \| Tracheplexia altitudinis \| \| \| \| \| \| Tracheplexia amaranta \| \| \| \| \| \| Tracheplexia conservuloides \| \| \| \| \| \| Tracheplexia galleyi \| \| \| \| \| \| Tracheplexia lucia \| \| \| \| \| \| Tracheplexia occidentalis \| \| \| \| \| \| Tracheplexia richinii \| \| \| \| \| \| Tracheplexia schista \| \| \| \| \| \| Tracheplexia sylvestris \| \| \| \| \| \| Tracheplexia tenuiata \| \| \| \| \| \| Tracheplexia viridisparsa \| \| \| \| |
|              | Tracheplexia albimaculata |
|              | |
|              | Tracheplexia altitudinis |
|              | |
|              | Tracheplexia amaranta |
|              | |
|              | Tracheplexia conservuloides |
|              | |
|              | Tracheplexia galleyi |
|              | |
|              | Tracheplexia lucia |
|              | |
|              | Tracheplexia occidentalis |
|              | |
|              | Tracheplexia richinii |
|              | |
|              | Tracheplexia schista |
|              | |
|              | Tracheplexia sylvestris |
|              | |
|              | Tracheplexia tenuiata |
|              | |
|              | Tracheplexia viridisparsa |
|              | |